# ファンタジー (キャロル・キングのアルバム)
| 専門評論家によるレビュー | 専門評論家によるレビュー |
| レビュー・スコア         | レビュー・スコア         |
| 出典                     | 評価                     |
| ------------------------ | ------------------------ |
| オールミュージック       | [ 2 ]                    |
| Christgau's Record Guide | B                        |
| ローリング・ストーン     | (not favorable)          |

『ファンタジー』（原題：Fantasy）は1973年にリリースされたアメリカ人シンガー・ソングライターキャロル・キングのアルバム。リリース時点では、ビルボードのアルバムチャートでは6位にしか達しなかったが、その後数十年にわたってキングのファンから高く評価され続けている。ある種の歌の循環として提示されたアルバムは、タイトル曲の2つのバージョンで始まり、かつ終了し、アナログ盤のそれぞれの面の曲は互いに直接繋がりあっている。 
スペイン語の曲「コラソン」（この歌の歌詞のように愛情の言葉としても使用されるスペイン語の「心」）は、「ビリーヴ・イン・ヒューマニティ」同様にこのアルバムからの中程度のヒットシングルだった。後者のB面の「ユー・ライト・アップ・マイ・ライフ」（デビー・ブーンのヒット曲「恋するデビー」とは異なる曲）はA面とは別にチャート化されている。 

## トラックリスト
全曲キャロル・キングが作詞・作曲・編曲 
サイド1
1. 「ファンタジー・ビギニング - Fantasy Beginning」– 1:03
2. 「道 - You've Been Around Too Long」– 3:42
3. 「愛 - Being at War With Each Other」– 3:27
4. 「ディレクションズ - Directions」– 3:29
5. 「愛の日々をもう一度 - That's How Things Go Down」– 3:01
6. 「ウィークデイズ - Weekdays」– 2:45

サイド2
1. 「ヘイウッド - Haywood」– 4:47
2. 「クワイエット・プレイス・トゥ・リヴ - A Quiet Place to Live」– 1:56
3. 「悲しみのシンフォニー - Welfare Symphony」– 3:47
4. 「ユー・ライト・アップ・マイ・ライフ - You Light Up My Life」– 3:14
5. 「コラソン - Corazón」– 4:06
6. 「ビリーヴ・イン・ヒューマニティ - Belive in Humanity」– 3:19
7. 「ファンタジー・エンド - Fantasy End」– 1:25

## パーソネル
- キャロル・キング – ボーカル、ピアノ、バッキングボーカル
- デヴィッド・T・ウォーカー – ギター
- チャールズ・ラーキー – ベースギター
- スーザン・ラニー – ベースギター
- ハーヴィー・メイソン – ドラム
- ボビー・ホール – パーカッション
- エディー・ケンドリックス – バッキングボーカル
- トム・スコット 、 カーティス・エイミー 、 アーニー・ワッツ 、マイク・アルトシュル – サックス
- チャック・フィンドリー 、オリー・ミッチェル、アル・アーロンズ – トランペット
- チャールズ・ローパー、 ジョージ・ボハノン 、 ディック・ハイド  – トロンボーン
- ケン・ヤーケ、バリー・ソッチャー、シェルドン・サノフ、ハイム・シュトラム、キャスリーン・レンスキ、ミワコ・ワタナベ、グレン・ディクテロー、ポリー・スウィーニー、ロバート・リセット、ゴードン・マロン・ストリングス – バイオリン
- デニーズ・バフム、デビッド・キャンベル、アラン・デベリッチ、ロナルド・フォルサム – ヴィオラ
- ジェフリー・ソロー、ジュディス・ペレット – チェロ

## チャート
| チャート(1973)                   | 順位 |
| -------------------------------- | ---- |
| カナダRPMアルバム・チャート      | 7    |
| イタリアン・アルバム・チャート   | 2    |
| オリコン・アルバム・チャート     | 2    |
| 米国ビルボード・ポップ・アルバム | 6    |

| チャート(1973)                 | 順位 |
| ------------------------------ | ---- |
| イタリアン・アルバム・チャート | 73   |
| 米国ビルボード年間             | 66   |

## 認証
| 国/地域               | 認定 |
| --------------------- | ---- |
| アメリカ合衆国 (RIAA) | Gold |